# Cycnia nivea
Cycnia nivea là một loài bướm đêm thuộc phân họ Arctiinae, họ Erebidae.